# Uniontown (Ohio)
Uniontown es un lugar designado por el censo ubicado en el condado de Stark en el estado estadounidense de Ohio. En el Censo de 2010 tenía una población de 3309 habitantes y una densidad poblacional de 507,59 personas por km².

## Geografía
Uniontown se encuentra ubicado en las coordenadas 40°58′11″N 81°24′1″O / 40.96972, -81.40028. Según la Oficina del Censo de los Estados Unidos, Uniontown tiene una superficie total de 6.52 km², de la cual 6.45 km² corresponden a tierra firme y (0.99%) 0.06 km² es agua.

## Demografía
Según el censo de 2010, había 3309 personas residiendo en Uniontown. La densidad de población era de 507,59 hab./km². De los 3309 habitantes, Uniontown estaba compuesto por el 97.43% blancos, el 0.73% eran afroamericanos, el 0.24% eran amerindios, el 0.33% eran asiáticos, el 0% eran isleños del Pacífico, el 0.06% eran de otras razas y el 1.21% pertenecían a dos o más razas. Del total de la población el 0.76% eran hispanos o latinos de cualquier raza.